# Atlas Entertainment
Atlas Entertainment és una companyia nord-americana de finançament i producció de pel·lícules, creada per Charles Roven, Bob Cavallo i Dawn Acer el 1995.

## Història
El 1990, Charles Roven i el seu company Bob Cavallo van formar Roven / Cavallo Entertainment. Al mateix temps, la seva dona Dawn Steel, qui era anteriorment empleat de Columbia Pictures va formar Steel Pictures i va signar un acord amb Estudis de Disney del Walt per produir llargmetratges.

El 1995, van fusionar Roven / Cavallo Entertainment amb Steel Pictures per crear una nova entitat Atlas Entertainment, i va i va signar un acord de llargmetratge exclusiu amb Turner Fotografies.
El 1998, Bob Cavallo va deixar Atlas Entertainment per unir-se als Estudis de Disney del Walt. Més tard, aquell mateix, Dawn Acer, un gerent de la companyia, va morir.
El 29 de juliol de 1999, Atlas Entertainment es va fusionar amb Gold / Miller Management per crear Mosaic Media Group.
El 2008, Charles Roven va separar els seus llaços de Mosaic Media Group i va rellançar Atlas Entertainment amb un primer acord a Sony Pictures.
El 6 de maig de 2014, Atlas va ascendir a Curt Kanemoto com a executiu de producció a vicepresident de producció, unint-se a Andy Horwitz i Jake Kurily, Topher Rhys-Lawrence del primer ajudant a executiu creatiu, unint-se a Rebecca Roven i Dan Wiedenhaupt, i va promocionar a Patrick Blood de l'executiu d'Atlas. a vicepresident jurídic i empresaria. El desembre de 2014, Atlas va iniciar la seva filial, una empresa de gestió anomenada Atlas Artists, dirigida per Dave Fleming.
Charles Roven i Richard Alleta van produir la pel·lícula del 2013 American Hustle, per a la qual tots dos productors van ser nominats a l'Oscar a la millor pel·lícula.. L'episodi de 12 Monkeys "Mentally Divergent" també va ser nominat als Premis Cinematografia. Atlas també va produir les pel·lícules The Whole Truth Veritat Sencera amb Suckle, mentre Warcraft (data d'estrena el 10 de juny de 2016) i Batman v Superman: Dawn of Justice (data d'estrena el 25 de març de 2016) amb Roven. Uncharted També també serà produït per Atlas juntament amb Arad Productions.

## Filmografia

### Pel·lícules teatrals

#### 1990s
| Any  | Títol           | Distribuïdor             | Notes | Pressupost    | Brut (a tot el món) |
| ---- | --------------- | ------------------------ | --- | ------------- | ------------------- |
| 1995 | Angus           | Cinema de Línia nova     | co-Producció amb Turner Fotografies i la BBC                                                             | 1.5$ milions  | 4.8$ milions        |
| 1995 | 12 Mones        | Fotografies universals   | co-Producció amb Classico                                                                                | 29.5$ milions | 168.8$ milions      |
| 1998 | Caigut          | Warner Bros. Fotografies | co-Producció amb Turner Fotografies                                                                      | 46$ milions   | 25.2$ milions       |
| 1998 | Ciutat d'Àngels | Warner Bros. Fotografies | co-Producció amb TaurusFilm i Empreses de Regència                                                       | 55$ milions   | 198.7$ milions      |
| 1999 | Tres Reis       | Warner Bros. Fotografies | co-Producció amb Poble Roadshow Fotografies, Poble-A.m. Societat de Pel·lícula i Costa Ridge Pel·lícules | 48$ milions   | 107.7$ milions      |

#### 2000s
| Any  | Títol           | Distribuïdor                       | Notes                                                                            | Pressupost  | Brut          |
| ---- | --------------- | ---------------------------------- | -------------------------------------------------------------------------------- | ----------- | ------------- |
| 2009 | L'Internacional | Sony Les fotografies que Alliberen | co-Producció amb Fotografies de Colúmbia i Mitjans de comunicació de Relativitat | 50$ milions | 60.2$ milions |

#### 2010s
| Any  | Títol                              | Distribuïdor                          | Notes | Pressupost       | Brut           |
| ---- | ---------------------------------- | ------------------------------------- | --- | ---------------- | -------------- |
| 2011 | Estació de la Bruixa               | Mitjans de comunicació de relativitat | co-Producció amb Rogue | 40$ milions      | 91.6$ milions  |
| 2013 | Americà Hustle                     | Sony Les fotografies que Alliberen    | co-Producció amb Fotografies de Colúmbia i Annapurna Fotografies                                                               | 40$ milions      | 251.2$ milions |
| 2016 | Batman v Superman: Dawn de Justice | Warner Bros. Fotografies              | co-Producció amb Diversió de DC, RatPac Diversió i Pel·lícules Cruels i Inusuals                                               | 250$–300 milions | 873.6$ milions |
| 2016 | Warcraft                           | Fotografies universals                | co-Producció amb Legendary Fotografies i Blizzard Diversió                                                                     | 160$ milions     | 439$ milions   |
| 2016 | Suïcidi Squad                      | Warner Bros. Fotografies              | co-Producció amb Pel·lícules de DC i RatPac Diversió                                                                           | 175$ milions     | 746.8$ milions |
| 2016 | La Veritat Sencera                 | Lionsgate Premiere                    | co-Producció amb FilmNation Diversió, PalmStar Diversió, Història Probable i Merced Mitjans de comunicació                     | N/Un             | 1,772,492$     |
| 2017 | La Paret Gran                      | Fotografies universals                | co-Producció amb Legendary Est, Grup de Pel·lícula de la Xina i Le Fotografies de Visió                                        | 150$ milions     | 334.9$ milions |
| 2017 | Dona de meravella                  | Warner Bros. Fotografies              | co-Producció amb Pel·lícules de DC, RatPac Diversió, Pel·lícules Cruels i Inusuals, Tencent Fotografies i Fotografies de Wanda | 120$–150 milions | 821.8$ milions |
| 2017 | Justice Lliga                      | Warner Bros. Fotografies              | co-Producció amb Pel·lícules de DC, RatPac Diversió i Pel·lícules Cruels i Inusuals                                            | 300$ milions     | 657$ milions   |

#### Pròxims esdeveniments
| Any  | Títol                  | Distribuïdor                       | Notes                                                                                  |
| ---- | ---------------------- | ---------------------------------- | -------------------------------------------------------------------------------------- |
| 2020 | Dona de meravella 1984 | Warner Bros. Fotografies           | co-Producció amb Pel·lícules de DC, La Pedrera de Pedra i Produccions de Fantasma Boig |
| 2021 | Uncharted              | Sony Les fotografies que Alliberen | co-Producció amb Fotografies de Colúmbia, Arad Produccions i PlayStation Produccions   |
| 2021 | El Suïcidi Squad       | Warner Bros. Fotografies           | co-Producció amb Pel·lícules de DC, El Safran Empresa, i Troll Diversió de Tribunal    |

### Directe-a-vídeo / streaming pel·lícules

#### 2010s
| Any  | Títol           | Distribuïdor | Notes |
| ---- | --------------- | ------------ | ----- |
| 2019 | Frontera triple | Netflix      |       |

#### Pròximes Pel·lícules
| Any  | Títol                     | Distribuïdor | Notes                                                                                          |
| ---- | ------------------------- | ------------ | ---------------------------------------------------------------------------------------------- |
| 2021 | Zack Snyder Justice Lliga | HBO Max      | co-Producció amb Warner Bros. Fotografies, WarnerMax, Pel·lícules de DC, i La Pedrera de Pedra |

### Series televisives
| Anys         | Títol     | Xarxa                                        | Notes | Estacions | Episodis |
| ------------ | --------- | -------------------------------------------- | --- | --------- | -------- |
| 2015-2018    | 12 Mones  | Syfy                                         | co-Producció amb Carrer de Divisió (estacions 3-4) i Produccions de Cable Universal                                                                      | 4         | 47       |
| 2018–present | John brut | Bravo (estació 1)Xarxa dels EUA (estació 2-) | co-Producció amb Produccions de Cable Universal (estació 1), Produccions de Contingut Universal (estació 2-), Los Angeles Cronometra Estudis i Nutmegger | 2         | 8        |
| 2019         | Quin/Si   | Netflix                                      | co-Producció amb Esglai de Pàgina, Compari Diversió i Warner Bros. Televisiu                                                                             | 1         | 10       |

### Fet per pel·lícules televisives
| Any  | Títol                                      | Xarxa         | Notes                                                                 |
| ---- | ------------------------------------------ | ------------- | --------------------------------------------------------------------- |
| 2010 | Scooby-Doo! Maledicció del Monstre de Llac | Cartoon Xarxa | co-Producció amb Warner Premiere, Telvan Produccions i Nou/8 Diversió |